# غيارتشين
غيارتشين (بالإنجليزية: Geyarchin)‏ هي مستوطنة تقع في أرمينيا في محافظة تاووش.